# 拉捷特與克拉克系列
《拉捷特與克拉克》是由Insomniac Games创造、索尼电脑娱乐发行的动作冒险/第三人称射击系列游戏。该系列的知识产权归索尼电脑娱乐所有。在很长一段时间内，所有作品由Playstation系列主机所独占发售，出现在Playstation 2、Playstation 3、Playstation Portable、PlayStation Vita、PlayStation 4和PlayStation 5平台。Insomniac Games开发了系列大部分作品，仅有《瑞奇与叮当：尺寸事件》和《秘密特工叮当》是由High Impact Games开发，登陆Playstation Portable，不久后被移植到Playstation 2平台。
2023年5月30日，索尼互動娛樂与Nixxes Software宣布原PlayStation 5独占游戏《瑞奇与叮当 时空跳转》即将于7月26日移植到Microsoft Windows平台，登陆Steam及Epic游戏商城，是系列第一款发售PC版的游戏。
系列情节发生一个具有科幻色彩的世界中，主角为机械师拉捷特（Ratchet）和克拉克（Clank），这对搭档在环游宇宙的旅途中，不断挫败意图毁灭宇宙的邪恶势力。该系列以独特而有趣的各种武器和装备为人称道。

## 設定
| 2002 | 拉捷特與克拉克             |
| 2003 | 拉捷特與克拉克2            |
| 2004 | 瑞奇与叮当3                |
| 2005 | 瑞奇与叮当4                |
| 2006 |                            |
| 2007 | 瑞奇与叮当5                |
| 2007 | 瑞奇与叮当 未来：毁灭工具  |
| 2008 | 秘密特工叮当               |
| 2008 | 拉捷特與克拉克 未來外傳    |
| 2009 |                            |
| 2010 |                            |
| 2011 | 瑞奇与叮当 四位一体        |
| 2012 | 瑞奇与叮当 高清收藏集      |
| 2012 | 瑞奇与叮当 QForce          |
| 2013 | 拉捷特與克拉克：深入連結點 |
| 2014 |                            |
| 2015 |                            |
| 2016 | 瑞奇与叮当                 |
| 2017 |                            |
| 2018 |                            |
| 2019 |                            |
| 2020 |                            |
| 2021 | 瑞奇与叮当 时空跳转        |